# 星野圭介
星野 圭介（ほしの けいすけ、1976年5月21日 - ）は、NHKのアナウンサー。

## 人物
新潟県上越市出身。新潟県立高田高等学校を経て、東京工業大学理学部を卒業後、2000年（平成12年）4月に入局。
趣味はジャグリング。
好きな食べ物はラーメン、信州そばなどの麺類。

## 現在の担当番組
- NHKプロ野球他スポーツ中継（アメリカンフットボール、体操競技・新体操、テニス、ボクシング、トライアスロン、バドミントンなど ）
- 愛媛県・四国地方のニュース

## 過去の出演番組
長野放送局時代（2000年度 - ）
- 長野県のニュース・中継・リポート
- イブニング信州

宮崎放送局時代
- 宮崎県のニュース
- いっちゃがワイド

札幌放送局時代（1度目）（2010年度）
- NHKニュースおはよう北海道
- NHKプロ野球・日本ハムファイターズの道内主管試合
- 北海道のニュース

東京アナウンス室時代（2011年度 - ）
大阪放送局時代
- 関西のニュース
- ニュースほっと関西（スポーツコーナー）
- ニュース845〜関西のニュースと気象情報〜
- 2016年4月の熊本地震では、福岡放送局に応援で派遣され、災害情報を中心にローカルニュースを担当した。

札幌放送局時代（2度目）（2018年度 - 2021年11月）
- NHKプロ野球・日本ハムファイターズの道内主管試合
- 北海道のニュース

G-Media出向時代（2021年12月 - 2024年8月）
松山放送局時代（2024年9月 - ）
- インタビューここから～サッカー元日本代表監督 岡田武史さん～（2025年1月13日）